# Lac de Saint-Fargeau
Lac de Saint-Fargeau byl zábavní park v Paříži ve 20. obvodu, dnes již zaniklý.

## Umístění
Lac de Saint-Fargeau zahrnovalo budovu sloužící jako restaurace, salonek a taneční sál, který se rozkládal v prostoru domů č. 298 až 320 v rue de Belleville, před malým parkem kolem umělého jezera. Nacházel se v nadmořské výšce 115 metrů, jednom z nejvyšších míst hlavního města.

## Dějiny
Nový majitel pozemků ležících severovýchodně od bývalého parku Saint-Fargeau ve městě Belleville vytvořil vodní plochu obklopující umělý ostrov v bývalém pískovém lomu a v roce 1859 otevřel restauraci s tančírnou, tedy krátce před připojením obce Belleville k Paříži v roce 1860.
Podnik navštěvovaly osobnosti jako George Sand, Alexandre Dumas, Pierre-Joseph Proudhon, Louis Blanc nebo Léon Gambetta.
Tančírna byla uzavřena v roce 1914, ale jezero je zachyceno ještě na mapě Paříže z roku 1926.
Kolem roku 1930 byl na tomto pozemku postaven soubor budov se sociálními byty a rozvodna pro metro 11.